# Comuna Mănăstirea Humorului, Suceava
Mănăstirea Humorului este o comună în județul Suceava, Bucovina, România, formată din satele Mănăstirea Humorului (reședința), Pleșa și Poiana Micului.

## Demografie
Componența etnică a comunei Mănăstirea Humorului
     Români (76,95%)
     Polonezi (13,48%)
     Alte etnii (0,23%)
     Necunoscută (9,34%)
Componența confesională a comunei Mănăstirea Humorului
     Ortodocși (75,26%)
     Romano-catolici (14,68%)
     Alte religii (0,23%)
     Necunoscută (9,83%)
Conform recensământului efectuat în 2021, populația comunei Mănăstirea Humorului se ridică la 3.072 de locuitori, în scădere față de recensământul anterior din 2011, când fuseseră înregistrați 3.233 de locuitori. Majoritatea locuitorilor sunt români (76,95%), cu o minoritate de polonezi (13,48%), iar pentru 9,34% nu se cunoaște apartenența etnică. Din punct de vedere confesional, majoritatea locuitorilor sunt ortodocși (75,26%), cu o minoritate de romano-catolici (14,68%), iar pentru 9,83% nu se cunoaște apartenența confesională.

## Politică și administrație
Comuna Mănăstirea Humorului este administrată de un primar și un consiliu local compus din 13 consilieri. Primarul, Viorel Croitoru[*], de la Partidul Național Liberal, este în funcție din octombrie 2020. Începând cu alegerile locale din 2024, consiliul local are următoarea componență pe partide politice:
|  | Partid                          | Consilieri | Componența Consiliului | Componența Consiliului | Componența Consiliului | Componența Consiliului | Componența Consiliului | Componența Consiliului | Componența Consiliului | Componența Consiliului |
|  | ------------------------------- | ---------- | ---------------------- | ---------------------- | ---------------------- | ---------------------- | ---------------------- | ---------------------- | ---------------------- | ---------------------- |
|  | Partidul Național Liberal       | 8          |                        |                        |                        |                        |                        |                        |                        |                        |
|  | Partidul Social Democrat        | 3          |                        |                        |                        |                        |                        |                        |                        |                        |
|  | Alianța pentru Unirea Românilor | 1          |                        |                        |                        |                        |                        |                        |                        |                        |
|  | Uniunea Polonezilor din România | 1          |                        |                        |                        |                        |                        |                        |                        |                        |

## Recensământul din 1930
Componența etnică a comunei Mănăstirea Humorului
     Români (96,4%)
     Germani (2,7%)
     Altă etnie (0,9%)
Componența confesională a comunei Mănăstirea Humorului
     Ortodocși (97,2%)
     Romano-catolici (2,5%)
     Altă religie (0,3%)
Conform recensământului efectuat în 1930, populația comunei Mănăstirea Humorului se ridica la 2068 locuitori. Majoritatea locuitorilor erau români (96,4%), cu o minoritate de germani (2,7%). Alte persoane s-au declarat: ruteni (1 persoană) și polonezi (1 persoană). Din punct de vedere confesional, majoritatea locuitorilor erau ortodocși (97,2%), dar existau și minorități de romano-catolici (2,5%). Alte persoane au declarat: evanghelici\luterani (5 persoane) și greco-catolici (2 persoane).

## Imagini

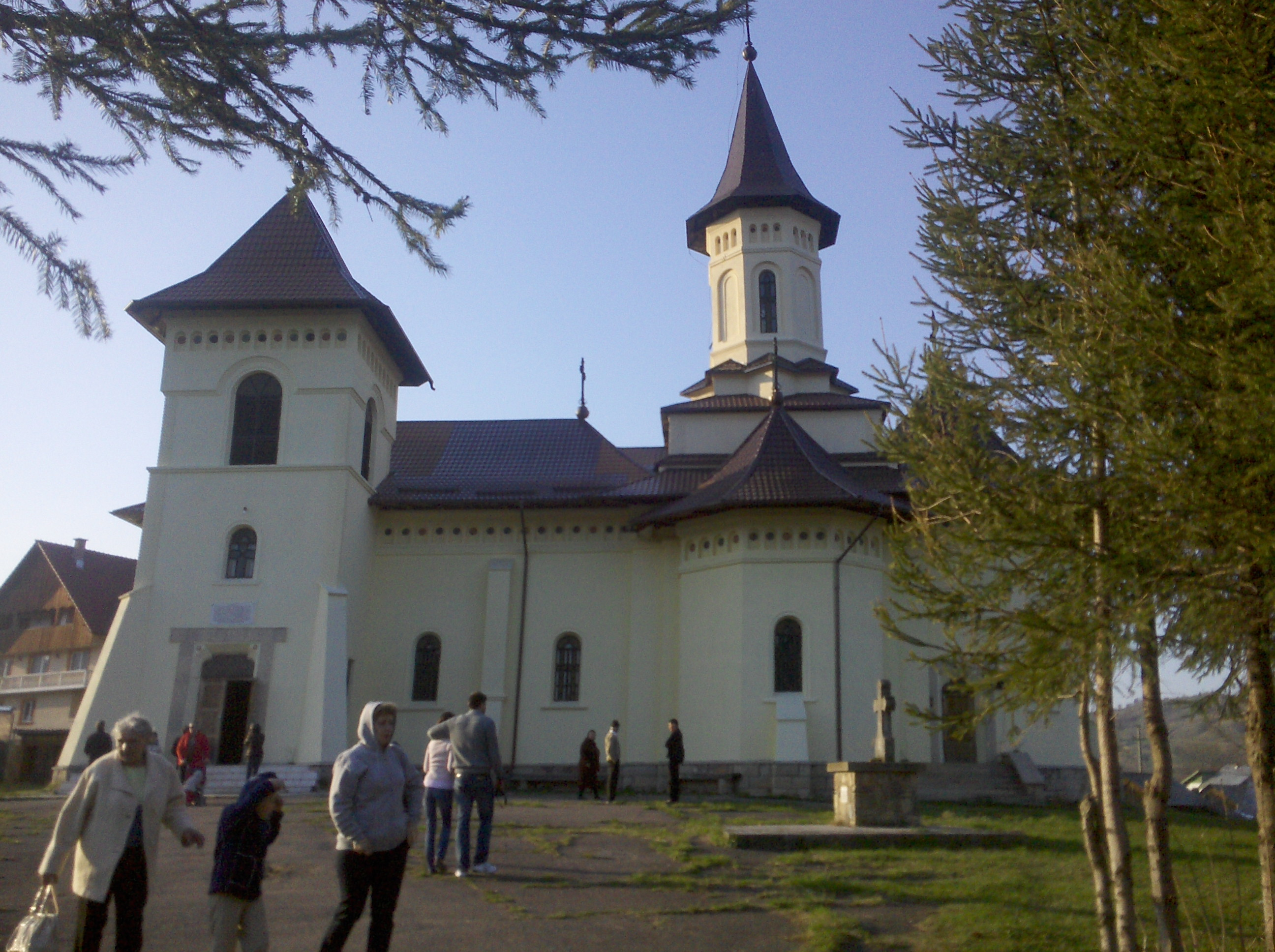
Biserica parohială din satul Mănăstirea Humorului
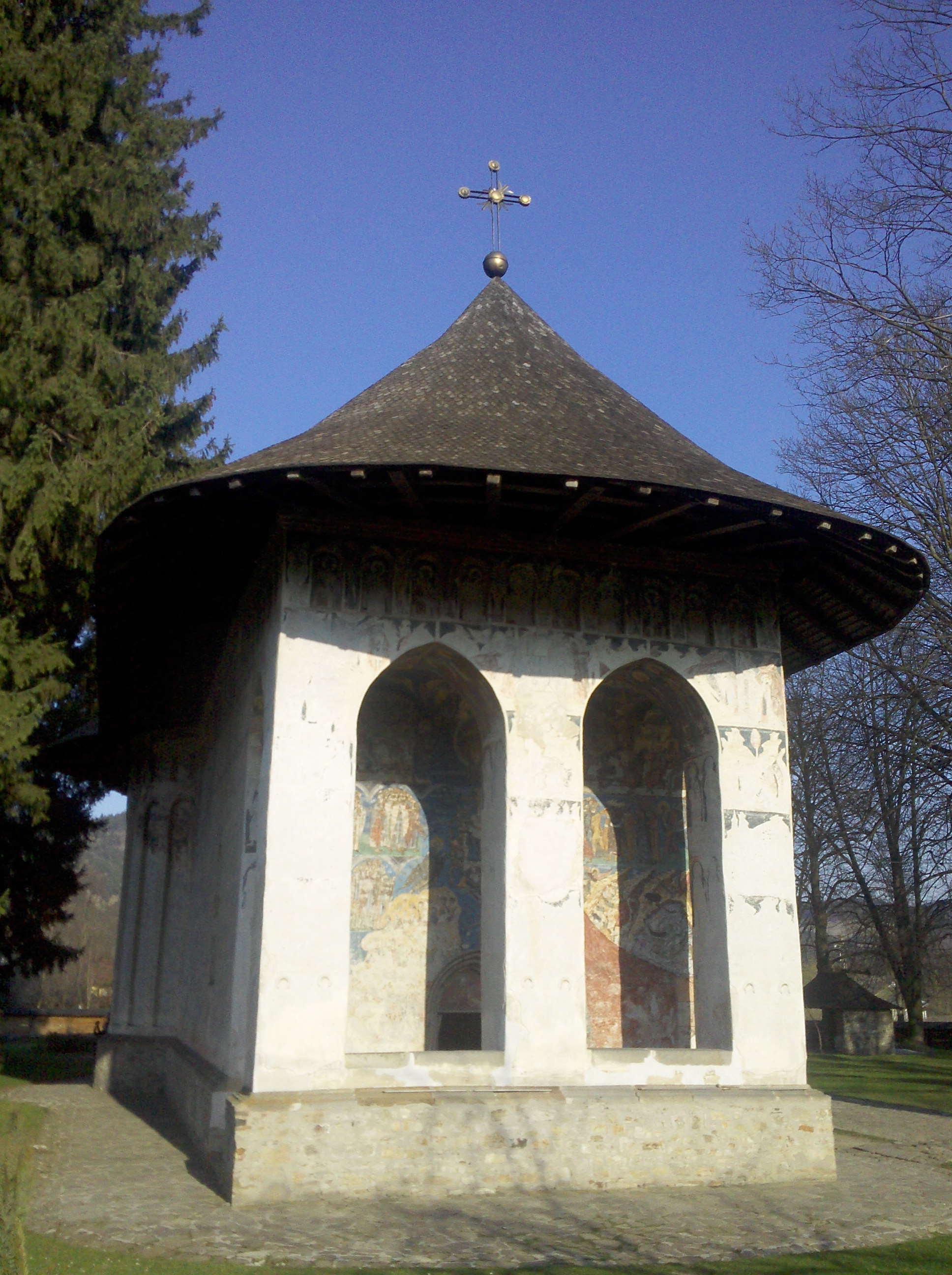
Biserica Mănăstirii Humor, monument istoric și UNESCO